# Nick Fury
Nicholas Joseph "Nick" Fury és un personatge fictici publicat per Marvel Comics. Fou creat per Stan Lee i Jack Kirby, Fury va debutar en el primer número del còmic nord-americà Sgt. Fury (publicat el 5 de març de 1963 amb data de portada maig de 1963). Es tractava d'una sèrie ambientada en la Segona Guerra Mundial en la qual el sergent Fury guiava a una unitat d'elit, els Howling Commandos (Comandos Udoladors) durant el conflicte internacional.
El Nick Fury modern és un agent, inicialment de la CIA, que va aparèixer al present de l'Univers Marvel uns mesos després a Fantastic Four núm. 21 (data de portada desembre de 1963) i va protagonitzar un serial a Strange Tales, titulat Nick Fury, Agent of S.H.I.E.L.D. a partir del núm. 135 (data de portada agost de 1965). El personatge va ser transformat en un espia de l'estil de James Bond com a agent al comandament de l'agència fictícia d'espionatge denominada S.H.I.E.L.D..
El personatge fa aparicions freqüents en els còmics de Marvel, com el cap de S.H.I.E.L.D. i com a intermediari entre el govern dels Estats Units o les Nacions Unides i diversos grups de superherois. La seva llarga longevitat s'explica a través d'una medicació especial anomenada Infinity Formula (Fórmula Infinit), que li va aturar l'envelliment, posteriorment va convertir-se en the Unseen (l'invisible) després de la mort de Uatu the Watcher.

## Biografia de ficció
Nick Fury, va viure la seva infantesa al barri novaiorquès de La Cuina de L'infern. Aquest barri el va convertir amb un tipus molt dur, això va fer que fos un dels combatents més temibles de la II Guerra Mundial. A aquest fet hi varen contribuir les moltes baralles de carrer, on calia estar sempre a la defensiva, es va entrenar com a boxejador i quan es va allistar a l'exèrcit va arribar a la categoria de Pes pesant.
A l'exèrcit va rebre entrenament de paracaigudisme, especialista en demolicions i vehicles, tot això li va servir per a quan va fer d'espia. Per completar la seva formació es va treure el títol de capità de transatlàntic. Dins l'exèrcit també va pertànyer a les unitats especials dels boines verdes i als boines negres, en aquestes unitats es va convertir en un expert en tota mena d'armes de foc i en la lluita cos a cos, que va complementar amb el cinturó negre de Taekwondo, i el cinturó negre de Jiu-jitsu, per desenvolupar aquestes habilitats en la lluita es va entrenar amb el seu amic el Capità Amèrica.

## En altres mitjans

### Televisió

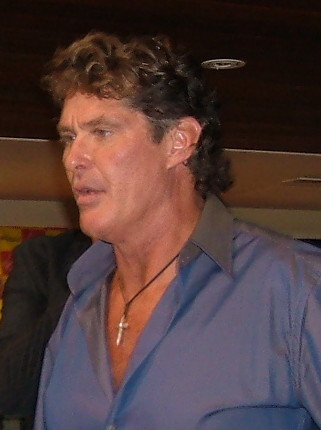
David Hasselhoff com a Nick Fury en la pel·lícula per a TV Nick Fury: Agent of S.H.I.E.L.D. de 1998.

#### Pel·lícula d'acció en viu
David Hasselhoff va interpretar Nick Fury a la pel·lícula per televisió Nick Fury: Agent of S.H.I.E.L.D. de 1998 de Fox.

#### Animació
- Nick Fury ha tingut diverses aparicions a la televisió, en sèries animades de la dècada de 1990 com Iron Man,[5] Spiderman,[4] X-Men: The Animated Series[4] Spider-Man Unlimited,[6]
- A la dècada de 2000 apareix a X-Men: Evolution,[7][4] Wolverine and the X-Men,[4] Iron Man: Armored Adventures[5] i The Super Hero Squad Show.[8][9]
- A la dècada de 2010 apareix a The Avengers: Earth's Mightiest Heroes,[5][10][11] Ultimate Spider-Man,[5][12] i Avengers Assemble,[13] Hulk and the Agents of S.M.A.S.H..[5][14] i Lego Marvel Super Heroes: Maximum Overload.[5]

### Directe a vídeo

#### Animació
Apareix en les pel·lícules directe a vídeo d'animació Ultimate Avengers (2006) i Ultimate Avengers 2 (2008) i d'anime Iron Man: Rise of Technovore (アイアンマン：ライズ・オブ・テクノヴォア, Aian Man: Raizu Obu Tekunovoa) i Avengers Confidential: Black Widow & Punisher (アベンジャーズ コンフィデンシャル: ブラック・ウィドウ & パニッシャー, Abenjāzu Konfidensharu: Burakku Widō & Panisshā).

### Cinema
Segons el comentaris d'àudio de Fantastic Four: Rise of the Silver Surfer, el director Tim Story va dir que el guió originalment incloïa a Nick Fury, però el paper finalment es va convertir en el del general Hager (interpretat per Andre Braugher), ja que tenir Nick Fury hauria obligat a la Fox a comprar els drets d'aquest personatge; algunes de les línies de Hager a la pel·lícula provenen del personatge de Nick Fury a Ultimate Extinction.

### Marvel Cinematic Universe
Samuel L. Jackson va signar un contracte per nou pel·lícules amb Marvel per interpretar Nick Fury al Marvel Cinematic Universe. Jackson va confirmar que la pel·lícula de 2019 Captain Marvel marcava el final del seu contracte per nou pel·lícules. No obstant, va continuar interpretant el personatge a Avengers: Endgame i Spider-Man: Far From Home. Addicionalment, Jackson va repetir el seu paper en aparicions com a convidat en dos episodis de Marvel's Agents of S.H.I.E.L.D. i el reprendrà en les sèries de Disney+ What If...? i Secret Invasion.
Fury va ser introduït a aquest univers a l'escena postcrèdits d'Iron Man (2008), trobant Tony Stark a la seva casa de Malibu per parlar de la Iniciativa Avengers. A Iron Man 2 (2010), Fury envia a Natasha Romanoff per fer-se passar per una ajudant i avaluar Stark per veure si val la pena reclutar-lo per a la Iniciativa i ajuda a Stark a fer front a la seva malaltia per pal·ladi i a Ivan Vanko. Al final, el contracta com a consultor de la Iniciativa. A l'escena postcrèdits de Thor (2011), Fury demana ajuda al doctor Erik Selvig per estudiar el Tesseract. A l'escena postcrèdit de Captain America: The First Avenger (2011), Fury saluda Steve Rogers: "You've been asleep, Cap, for almost seventy years." (Has estat adormit, Cap, durant gairebé setanta anys).
A The Avengers (2012), Fury és presentat amb Clint Barton quan Loki arriba a la Terra per agafar el Tesseract per dirigir la invasió Chitauri. Després d'això, Phil Coulson, Maria Hill i ell decideixen iniciar la iniciativa. Fury uneix Romanoff, Rogers, Stark, Hulk, Thor i Barton junts per formar els Avengers.
El 2013 i 2014, Fury va aparèixer en dos episodis de la sèrie, Marvel's Agents of S.H.I.E.L.D.: "0-8-4" (2013) i "Beginning of the End" (2014). A "0-8-4", Fury apareix al final per renyar Coulson pels danys causats a un avió de S.H.I.E.L.D. durant una baralla i expressa els seus dubtes sobre la lleialtat de Skye. El juny de 2013, Jackson va expressar el seu interès a aparèixer al programa com a Fury, cosa que va conduir a la seva aparició de cameo al final d'aquest episodi.
A Captain America: The Winter Soldier (2014), Hydra intenta matar Fury, que es revela que va assumir el control sobre S.H.I.E.L.D. Fury fingeix la seva mort i, un cop frustrat el pla d'Hydra per controlar el món amb l'ajuda de Rogers, Romanoff i Sam Wilson, es dirigeix a Europa de l'Est per caçar les cel·lules restants d'Hydra. Respecte al qüestionable codi ètic de Fury, Jackson va dir: "Gairebé tot el que surt de la boca de Nick Fury és mentida en algun sentit. Fa preguntar-se, fins i tot es menteix a si mateix? Té una bona idea del que està passant, però la seva paranoia l’impedeix creure-hi en part". Els escriptors van donar a Fury un paper més destacat a The Winter Soldier, ja que en incloure una trama amb S.H.I.E.L.D. sent desmantellat, Fury "en prendria el pes". També pretenien representar un personatge que fins ara s’havia representat com un home segur i comandant com a vulnerable, per millorar la sensació de perill per la conspiració d’Hydra. Fury apareix al final de la temporada Agents of S.H.I.E.L.D., "Beginning of the End", que tracta de les seqüeles dels esdeveniments de Winter Soldier.
A Avengers: Age of Ultron (2015), Fury apareix a la propietat de Barton per ajudar i motivar l'equip a formular un pla per evitar que Ultron destrueixi la humanitat. Ell i altres antics agents de S.H.I.E.L.D. utilitzen un helicarrier que els va proporcionar Coulson en la batalla final contra Ultron. Més tard, ajuda a fer funcionar les coses al nou complex dels Avengers. Jackson va descriure el paper com un cameo i va dir: "Estic passant per allà ... Perquè és una altra d'aquestes 'persones amb poders lluitant contra persones que tenen poders'. Per això no vaig arribar a Nova York a The Avengers. No puc fer molt, tret de disparar una arma de foc." A l'escena post-crèdit de Avengers: Infinity War (2018), Fury i Hill discuteixen la batalla en l'estat actual de Wakanda i Stark. Quan Fury comença a desintegrar-se, utilitza un cercapersones modificat per enviar un senyal d'auxili.
A Captain Marvel (2019), ambientat en 1995, un Fury més jove apareix encara com un burócrata de baix nivell. Fury apareix sense el seu característic pegat a l'ull. Feige va explicar que Danvers és el primer superheroi que Fury va trobar, la qual cosa el posa en un camí cap al seu paper treballant amb herois en pel·lícules de MCU de set posteriors (en el temps de les pel·lícules). Cap al final, Fury perd la vista a l’ull esquerre després de ser esgarrapat pel Flerken, i s’inspira en la creació de la Iniciativa dels Vengadors per l'exemple de Danvers, batejant el protocol amb la seva antiga senyal d'identificació. Jackson va ser rejovenit 25 years, la primera vegada que Marvel ho feia durant una pel·lícula sencera.
A Avengers: Endgame (2019), Fury restaurat apareix al funeral de Stark.
A Spider-Man: Far From Home (2019), Fury pren unes vacances a l'espai en una nau espacial Skrull, ja que ha reclutat a Talos i Soren per substituir-lo a ell i Hill i dona les ulleres de Stark a Peter Parker.
L'agost de 2020, l'actor Jeff Ward de Marvel's Agents of S.H.I.E.L.D. va revelar que l'escriptor de la sèrie DJ Doyla havia presentat una escena post-crèdits per al final de la sèrie que no va ser rodat, que presentava el personatge de Ward Deke Shaw assegut en un despatx de S.H.I.E.L.D. a la cronologia alternativa en que acaba la sèrie atrapat, fent de director de l'organització i portant un pegat pels ulls. Ward va afegir, ja que no estava clar si Nick Fury seguia viu en la línia de temps alternativa, Deke l'hauria portat perquè se sentia "una cosa potent i divertida", amb Deke en última instància com a adaptació parcial de la versió original del personatge.
Jackson ha interpretat el personatge en dos productes de videojocs. Jackson va repetir el seu paper de Fury en l'adaptació del videojoc de 2010 Iron Man 2, i de nou en el videojoc del 2014 Disney Infinity: Marvel Super Heroes i la seva seqüela del 2015, Disney Infinity 3.0.